# László Szabó
László Szabó (Budapest, 19 marzo 1917 – Budapest, 8 agosto 1998) è stato uno scacchista ungherese.
All'età di 18 anni vinse il campionato ungherese del 1935 e venne selezionato per partecipare alle Olimpiadi di Varsavia. Il suo stile di gioco si distinse fin dall'inizio per la tendenza all'attacco ed alle combinazioni, contrapponendosi al gioco posizionale adottato all'epoca dalla maggior parte dei suoi contemporanei. Sono in molti a pensare che abbia preso lezioni dal suo grande connazionale Géza Maróczy.

## Principali risultati
Candidato al titolo mondiale  Szabó prese parte diverse volte alle selezioni per il titolo mondiale. Nel 1948 fu 2º al torneo interzonale di Saltsjöbaden dietro a David Bronštejn. Partecipò anche agli interzonali di Saltsjöbaden 1952 (5º)  e di Göteborg 1955 (5º). Nel torneo dei candidati di Amsterdam 1956 ottenne il migliore risultato, classificandosi = 3º con Bronštejn, Geller, Petrosjan e Spasskij, dietro al vincitore Smyslov e a Keres.
Campionati ungheresi  Szabó vinse 9 volte il Campionato ungherese nel periodo 1935 – 1967.
Olimpiadi  Partecipò per l'Ungheria a 11 Olimpiadi dal 1935 al 1968, col risultato complessivo del 61,2% (+ 62 – 27 = 67). Vinse 6 medaglie: tre d'argento (due individuali e una di squadra) e tre di bronzo (una individuale e due di squadra).
Vittorie di torneo
- Vinse quattro volte il torneo di Hastings: nel 1938/39, 1947/48, 1949/50 e 1973/74 (pari con Kuzmin, Timman e Tal').
- Primo nei tornei di Tata Tóváros 1935, Vienna 1947, Budapest 1949/50, Santa Fe 1960, = 1º a Torremolinos 1962, Zagabria 1964, Budapest 1965 (pari con Paluhaeŭski e Tajmanov, Sarajevo 1972, Hilversum 1973 (pari con Heller).

Recentemente la sua famiglia ha donato tutta la sua vasta libreria di scacchi alla John G. White Chess and Checkers Collection di Cleveland, la più grande libreria scacchistica del mondo (32.568 libri, comprendenti oltre 6.000 volumi rilegati di periodici di scacchi).